# John Manners (4e comte de Rutland)
Pour les articles homonymes, voir John Manners.
John Manners, 4e comte de Rutland (c. 1559 - 24 février 1588) est le fils de Henry Manners (2e comte de Rutland), et de Lady Margaret Neville, fille de Ralph Neville (4e comte de Westmorland).

## Mariage et enfants

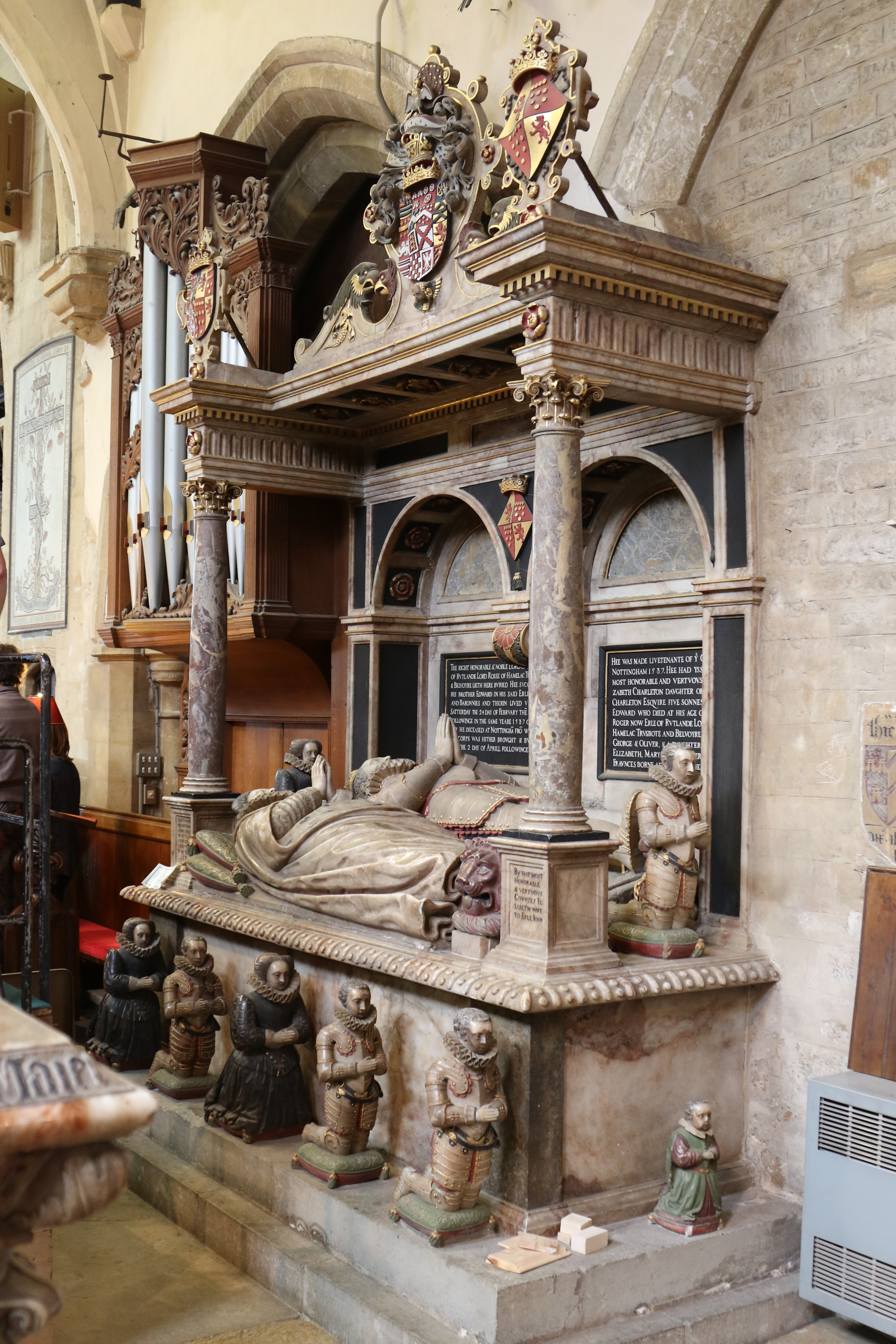
Monument de John Manners, 4e comte de Rutland, Bottesford Church, Leicestershire

Il épouse Elizabeth Charlton, une fille de Francis Charlton d'Apley Castle, dont il a dix enfants :
- Bridget Manners (21 février 1572 - 10 juillet 1604) épouse Robert Tyrwhitt de Kettleby 1594 ;
- Roger Manners (5e comte de Rutland) (6 octobre 1576 - 26 juin 1612) épouse Elizabeth Sidney ;
- Francis Manners (6e comte de Rutland) (1578 - 17 décembre 1632) se marie deux fois, d'abord à Frances Knyvett et ensuite à Cecily Tufton ;
- George Manners (7e comte de Rutland) (1580 - 29 mars 1641) épouse Frances Cary ;
- Oliver Manners (vers 1582 – 1613) ;
- Frances Manners (22 octobre 1588 - 1643) épouse William Willoughby, 3e baron Willoughby de Parham ;
- Mary Manners ;
- Elizabeth Manners (décédée le 16 mars 1653) ;
- Edward Manners est mort jeune ;
- Anne Manners ; épouse George Wharton.